# Équinoxe
Équinoxe è il terzo album in studio del musicista francese Jean-Michel Jarre, pubblicato nel 1978 dall'etichetta Disques Dreyfus, e concesso in licenza alla Polydor. L'album ha venduto più di dieci milioni di copie in totale, sebbene non abbia superato il precedente Oxygène.

## Il disco

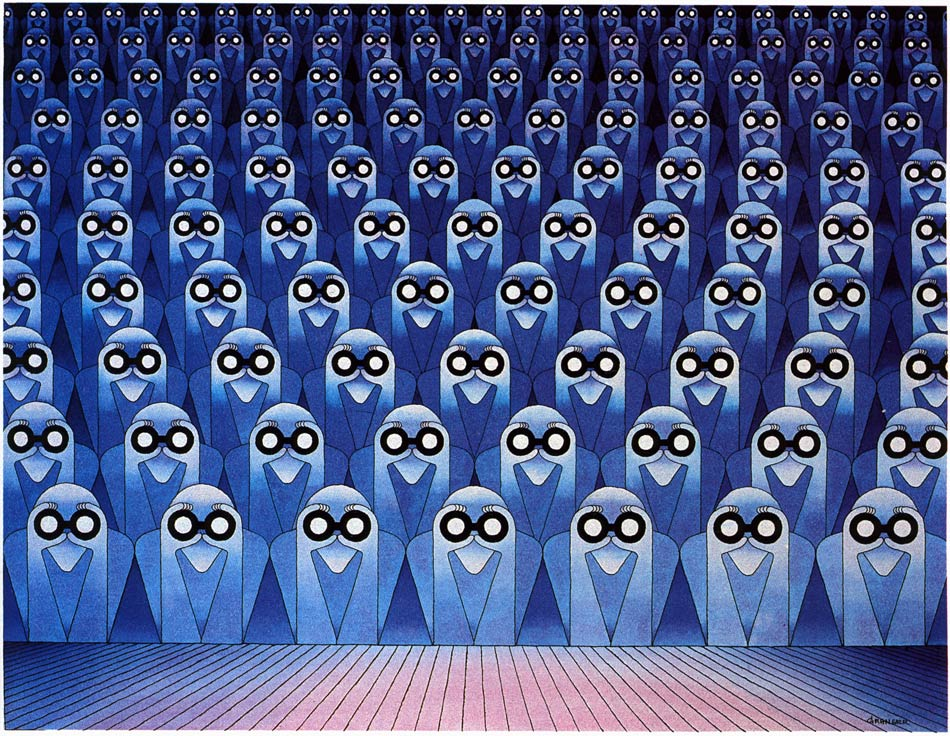
La copertina dell'album è L'opera Le trac di Michel Granger.

L'album riflette un giorno dell'esistenza umana, dal mattino alla notte. Le parti dalla 1 alla 4 e dalla 5 alla 8 sono state eseguite con la tecnica della Registrazione multitraccia, già utilizzata da Jarre in Oxygène e che verrà ancora usata in alcuni successivi lavori.
Jarre ha sviluppato ulteriormente il suo stile, aggiungendo più elementi dinamici e ritimici, in particolare con un gran uso del sequencer nei bassi.
La pubblicazione dell'album è stata seguita de un concerto alla Place de la Concorde, a Parigi il 14 luglio 1979. Il concerto ha attirato un pubblico di un milione di persone, e ciò ha dato a Jarre una voce nel Guinness dei primati per la folla più numerosa ad un concerto all'aperto (record che verrà poi battuto in più occasioni dallo stesso Jarre).
Questo album è stato eseguito con uno strumento all'epoca costosissimo: il Matrisequencer. Jarre definirà successivamente il suo album come "un inchino al Matrisequencer".
I due singoli pubblicati furono Equinoxe Part 5 ed Equinoxe Part 4.
L'album ha raggiunto la 12ª posizione nella classifica inglese, ma solo la 126ª in quella americana

## Tracce
1. Équinoxe Part 1 – 2:23
2. Équinoxe Part 2 – 5:01
3. Équinoxe Part 3 – 5:11
4. Équinoxe Part 4 – 6:54
5. Équinoxe Part 5 – 3:47
6. Équinoxe Part 6 – 3:23
7. Équinoxe Part 7 – 7:24
8. Équinoxe Part 8 – 5:04

## Musicisti
- Jean-Michel Jarre: sintetizzatore ARP 2600, EMS Synthi AKS, VCS 3, Yamaha CS60, Oberheim TVS-1A, sintetizzatore armonico RMI, computer per tastiere RMI, ELKA 707, Korg Polyphonic Ensemble 2000, Eminent, Mellotron, sequence ARP, sequencer digitale Oberheim, Matrisequencer 250, Rhythmicomputer, vocoder EMS.